# Jean-Baptiste-François de Suzannet
Pour les autres membres de la famille, voir Famille de Suzannet.
 (mai 2019).
Le chevalier Jean-Baptiste-François de Suzannet, né le 24 mars 1743 et mort lors du débarquement de Quiberon le 1er juillet 1795, est un officier de marine français. 
De 1766 à 1769, membre de l'état-major, il a participé à la première expédition officielle française autour du monde sous les ordres de Louis-Antoine de Bougainville.

## Biographie
Jean-Baptiste-François de Suzannet, seigneur de la Roulière, dit le chevalier de Suzannet, est né le 24 mars 1743 et est mort en juillet 1795 lors du débarquement de Quiberon.
Fils de Guy-François de Suzannet (1700-1761), et de Marie Gabrielle de Bessay, il est le frère cadet du baron Pierre-Alexandre-Gabriel de Suzannet, vice-amiral, grand-croix de St Louis (1739-1815), oncle et parrain du général Pierre Constant de Suzannet.
Marin comme son frère ainé, il entre dans les gardes de la marine en 1757, à Rochefort. Pendant la Guerre de Sept Ans, en novembre 1759, il prend part à la bataille des Cardinaux livrée à l’amiral anglais Hawke. En juin 1763, il fait une campagne d'un an à Cayenne sur la flûte Le Danube. Embarqué sur L' Étourdie, en 1765, il entreprend une mission à Saint-Pierre-et-Miquelon.
À bord de la frégate La Boudeuse, il fait partie de l'état-major de Bougainville dans son voyage autour du monde (5 décembre 1766 - 16 mars 1769). Son nom est donné à une île (îles de l'Amirauté, Papouasie Nouvelle Guinée), rebaptisée plus tard île Fischer par les Anglais, puis Simberi Island (d). Enseigne de vaisseau, en août 1767, il est promu l'année suivante lieutenant de vaisseau, et fait chevalier de Saint-Louis, le 3 novembre 1768. En 1782, il reçoit le commandement de la frégate de 26[Quoi ?], l’Aimable, dans la division du capitaine de vaisseau de Kersaint et prend part à plusieurs croisières au cours de la Guerre d'indépendance des États-Unis. Ainsi, participe-t-il à la reconquête de la colonie hollandaise de Demerara occupée par les Anglais (22 janvier 1782). Il coopère à celle de Berbice, le 8 février 1782 (Guyane). Toujours à bord de l’Aimable, il prend part à la bataille des Saintes livrée, et perdue, par de Grasse à l’amiral anglais Rodney (12 avril 1782). Le 9 avril 1782, son bâtiment est capturé par le vaisseau britannique de 74, le Magnificent, lors du combat du Bataille du canal de la Mona, (entre Porto Rico et St Domingue) livré par la petite division de cinq navires, commandée par le comte de Framond, à l’escadre anglaise de Hood. Promu capitaine des vaisseaux du Roi en mai 1786, il devient membre de l'Académie royale de marine en 1787. Au moment de la Révolution, en 1789, il commande la frégate l’Andromaque, à la station navale de Saint Domingue.
En 1792, il demande sa mise à la retraite et émigre. Ayant rejoint l'armée royaliste, commandant une des compagnies du régiment d'Hector, il participe au débarquement de Quiberon au cours duquel il est tué (juin 1795).